# Lazar Koliševski
Lazar Koliševski (macedonio: Лазар Колишевски [ˈlazar kɔˈliʃɛfski];(12 de febrero de 1914 – 6 de julio de 2000) fue dirigente político comunista de la República Socialista de Macedonia y por un breve tiempo de la República federal socialista de Yugoslavia. Fue aliado estrecho de Tito.

## Primeros años
Nació en Sveti Nikole, Reino de Serbia en 1914. Sus familiares eran granjeros pobres. Su madre era aromune y su padre era eslavo macedonio. Ambos murieron durante la Primera Guerra Mundial. Una vez huérfano,  fue custodiado por sus tías aromunes en Bitola y más tarde fue enviado a una escuela técnica en Kragujevac, Serbia. Aquí, Lazar comenzó a estudiar la política y aprender sobre el comunismo. Durante los años treinta, se convirtió en un prominente activista del Partido comunista yugoslavo.

## Carrera

### Segunda Guerra Mundial
Cuando el ejército nazi tomaron Belgrado en abril de 1941, Bulgaria, aliado alemán en la guerra, tomó control de una parte de Vardar Macedonia, con las ciudades occidentales de Tetovo, Gostivar y Debar yendo a la zona italiana de Albania. Lazar, con 27 años, se unió a los partisanos yugoslavos en la lucha contra Bulgaria y sus partidarios locales. Después de que los búlgaros había tomado control de la parte oriental de la ex-Vardar Banovina, el dirigente de la facción local del Partido Comunista de Yugoslavia, Metodi Shatorov había desertado al Partido Comunista Búlgaro y debilitando seriamente a los partisanos. Vardar Macedonia pronto se convirtió en un campo de batalla entre diferentes destacamentos pequeños de partisanos yugoslavos. Más tarde en otoño de 1941 Koliševski fue secretario del Comité local del Partido comunista yugoslavo. A finales de 1941, fue arrestado y sentenciado a muerte por un tribunal militar búlgaro. Escribió una petición de indulto en el que declaraba ser "[...]Hijo de padres búlgaros que [siempre ha] sentido y se siente búlgaro, y a pesar de la terrible esclavitud, ha conservado su estilo de vida búlgaro, idioma, entre otras cosas " y su sentencia cambió a la de cadena perpetua.
A finales de 1944, Koliševski fue liberado por el nuevo gobierno búlgaro, y pronto fue el presidente del Partido comunista de Macedonia (una división local del Partido Comunista de Yugoslavia). Acercándose el final de la guerra Koliševski se convirtió en el Primer Ministro de la República Socialista de Macedonia, una unidad federal de la República Federativa Socialista de Yugoslavia. Fue la autoridad más importante del República Socialista de Macedonia.
Por sus esfuerzos en la guerra, Koliševski fue uno de muchos macedonios a quienes se les condecoró con la medalla Héroe del pueblo de Yugoslavia.

### Macedonia y Yugoslavia

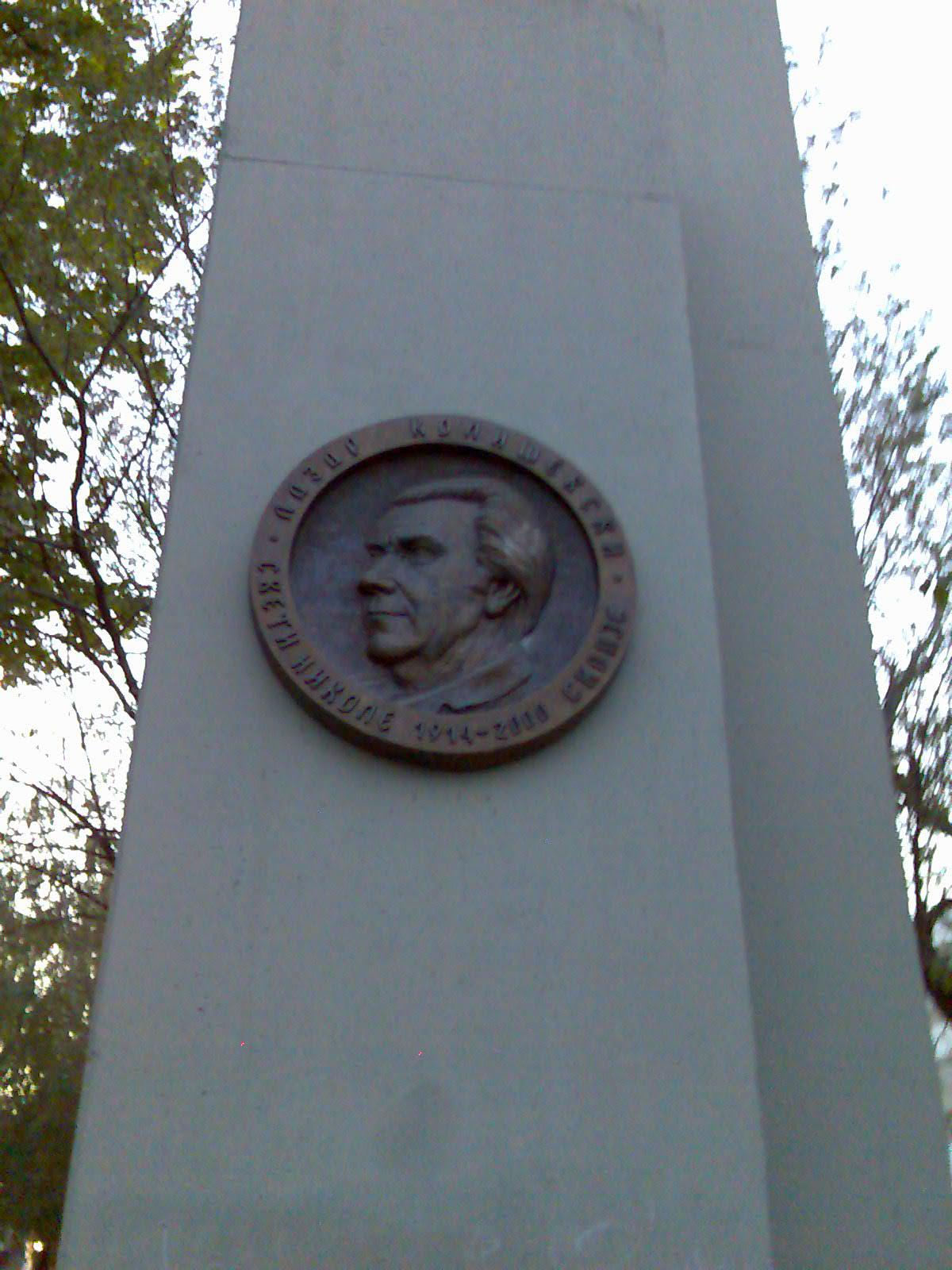
Monumento en la ciudad natal de Koliševski, Sveti Nikole

Después de la Segunda Guerra Mundial, Koliševski se convirtió en la persona más poderosa de la PR Macedonia y unos de los más poderosos de toda Yugoslavia. Realizó grandes reformas económicas y sociales. Introdujo finalmente la revolución industrial a Macedonia. Por 1955, la ciudad capital de Skopie se había convertido en una de las ciudades de mayor crecimiento de la región y convirtiéndose en la tercera ciudad más grande de Yugoslavia. Gracias a las reformas de Koliševski, la pequeña república que en 1945 era el área más pobre de Yugoslavia ahora era la que poseía la economía de mayor crecimiento del país. Después del segundo plan económico quinquenal, la economía de PR Macedonia creció rápidamente.
El 19 de diciembre de 1953, Koliševski renunció como primer ministro de PR Macedonia y asumió el puesto de presidente de la República de Macedonia. A pesar de ser el presidente, ejerció menos poder político directo. Sin embargo, mantuvo el cargo de presidente de la liga de comunistas de Macedonia, la división macedonia de la Liga de comunistas de Yugoslavia, el cual era los nuevos nombres de los partidos comunistas en Yugoslavia. Todavía era el hombre más poderoso de la República debido a su influencia en el partido comunista yugoslavo. Con su retirada lenta de la política de Macedonia comenzó a viajar a otras naciones como diplomático yugoslavo. Realizó muchos viajes importantes en los años cincuenta y principios de los sesenta a países como Egipto, India, Indonesia y otras naciones que más tarde ayudarían a formar los Países no Alineados. Estos viajes diplomáticos mostraron que Koliševski tenía mucha confianza ante el dirigente yugoslavo Josip Broz Tito. Incluso después de la caída de Tito con la mayoría de sus miembros leales, Koliševski permaneció a su lado.
Después de la aprobación de la Constitución yugoslava de 1974, la influencia de Koliševski creció enormemente en mundo político yugoslavo. La constitución nueva pidió un rotación de la vicepresidencia yugoslava. Fue elegido por la directiva de Macedonia para ser el representante macedonio para la Presidencia. El 15 de mayo de 1979 Koliševski fue votado por los otros miembros de la presidencia para ser presidente de la Presidencia y Vicepresidencia de Yugoslavia. En día de año nuevo de 1980, el presidente Tito cayó enfermo, dejando a Koliševski el cargo de dirigente suplente en su ausencia. Tito murió cinco meses más tarde, el 4 de mayo de 1980. Koliševski mantuvo el puesto de presidente interino de Yugoslavia para otros diez días, antes de que fuese remplazado por Cvijetin Mijatović.